# جيم ماكيلروي
جيم ماكيلروي (بالإنجليزية: Jim McElroy)‏ مواليد 4 أكتوبر 1953 في كوتن بلانت، هو لاعب كرة سلة أمريكي معتزل. بدأ مسيرته الاحترافية في سنة 1975. تم اختياره من قبل فريق يوتا جاز خلال الدرافت. حمل الرقم 33. يبلغ طوله 6 قدم 3 بوصة (1.9 م). اعتزل اللعب في 1982. أحرز خلال مسيرته في الإن بي إيه 4120 نقطة بمعدل 9.9 نقاط في المباراة الواحدة. لعب مع ديترويت بيستونز وأتلانتا هوكس.

## روابط خارجية
- جيم ماكيلروي على موقع إن بي أي (الإنجليزية)
- جيم ماكيلروي على موقع سبورتس رفرنس (الإنجليزية)
- جيم ماكيلروي على موقع كلية كرة السلة في سبورتس رفرنس.كوم (الإنجليزية)
- جيم ماكيلروي على موقع ريلجم (الإنجليزية)
- جيم ماكيلروي على موقع بروبوليرز (الإنجليزية)